# Chevremont
Pour les articles homonymes, voir Chèvremont (homonymie).
Chevremont, en limbourgeois Sjevemet, est un village néerlandais situé dans la commune de Kerkrade, dans la province du Limbourg néerlandais. En 2007, Chevremont comptait 3 390 habitants.